# Von Sydowska morden

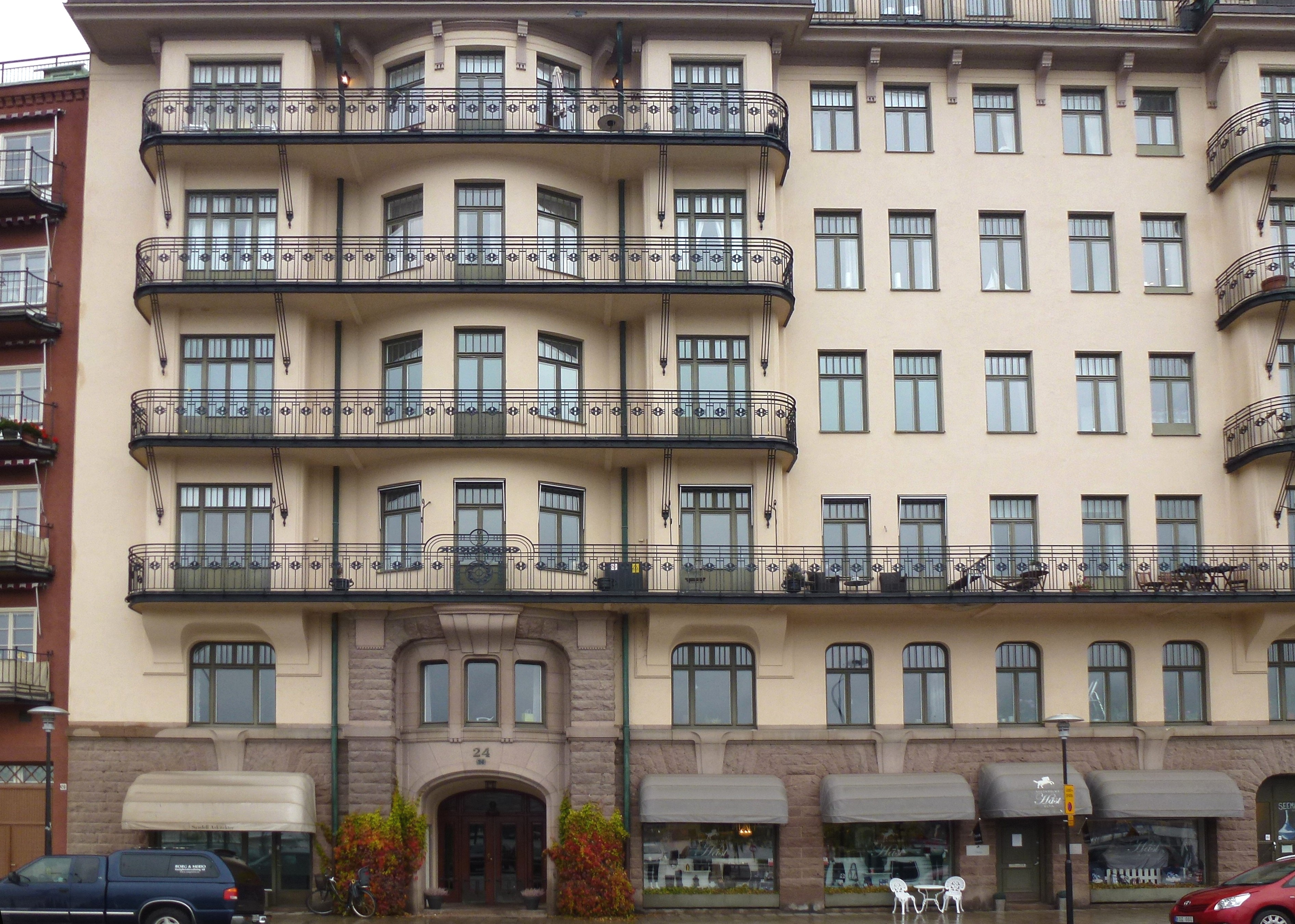
Huset Norr Mälarstrand 24, där tre av morden begicks.

De von Sydowska morden ägde rum 7 mars 1932, utspelade sig i Stockholm och Uppsala, och krävde fem offer inklusive gärningsmannen. Dådet är ett av de massmedialt mest uppmärksammade brottsfallen i svensk kriminalhistoria. Gärningsmannen till samtliga mord har med hög sannolikhet förmodats vara juridikstudenten Fredrik von Sydow.

## Morden
Måndagen den 7 mars 1932 mördas Hjalmar von Sydow, hans kokerska Karolina Herou och husan Ebba Hamn i von Sydows våning på Norr Mälarstrand i Stockholm.
Vilken exakt tidpunkt morden begås går inte att fastställa, inte heller i vilken ordning offren bragts om livet. Man tror, baserat på vittnesförhör, att dåden utförts mellan 15:30–16:00, då grannar noterat dunkningar från lägenheten.

## Upptäckten av kropparna

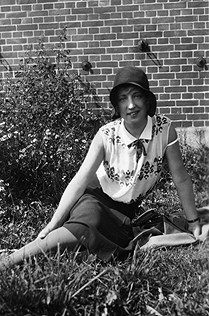
Ingun von Sydow, mördad på Hotell Gillet i Uppsala.

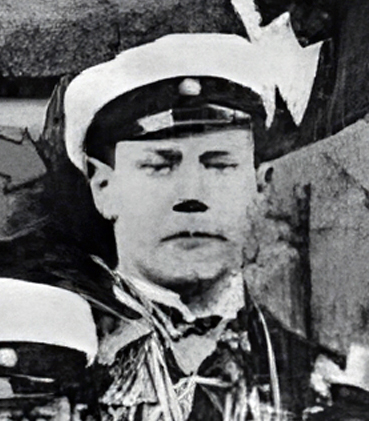
Fredrik von Sydow begick självmord efter att ha skjutit sin fru.

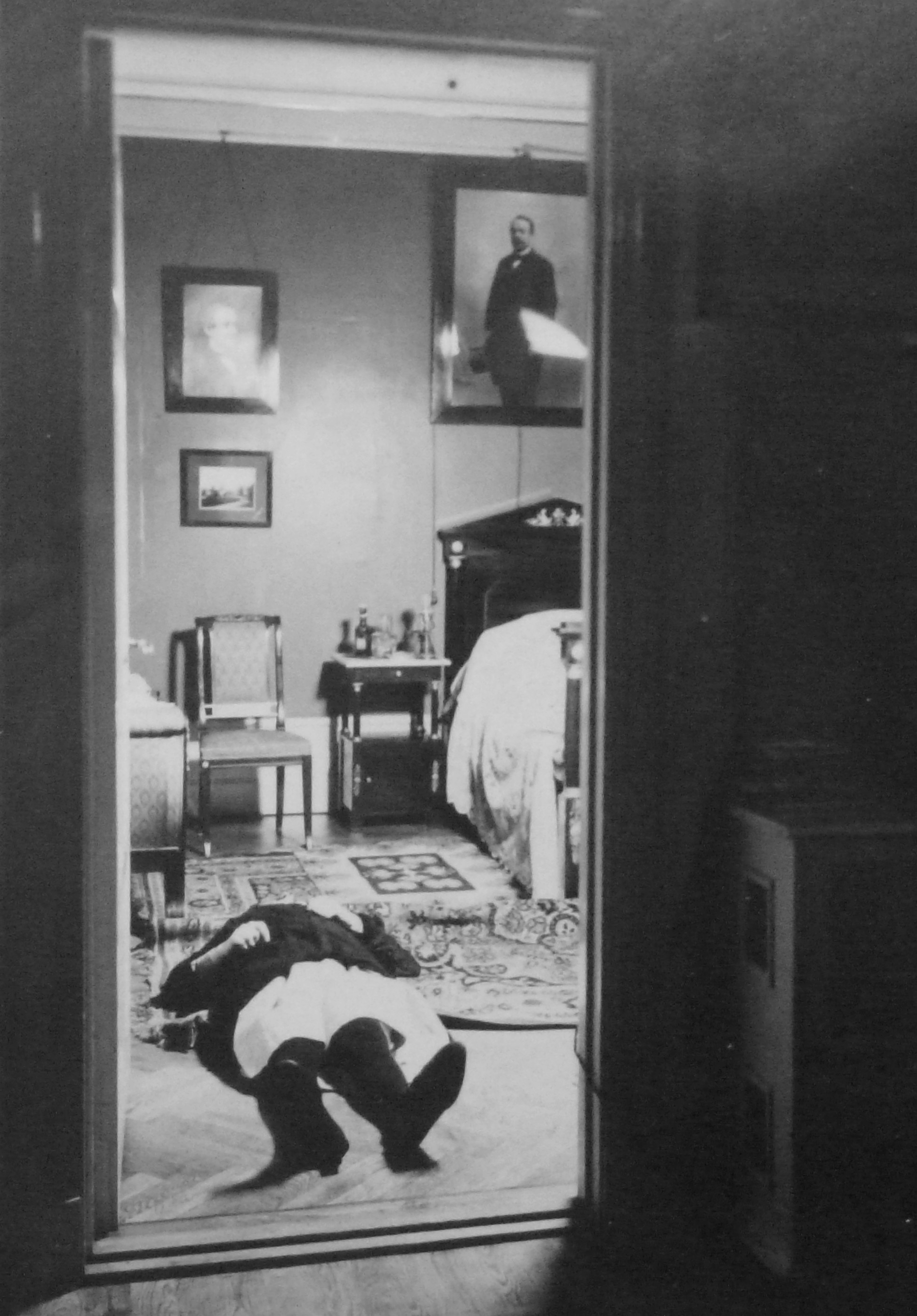
Hembiträdet Ebba Hamn, mördad i huset på Norr Mälarstrand 24.

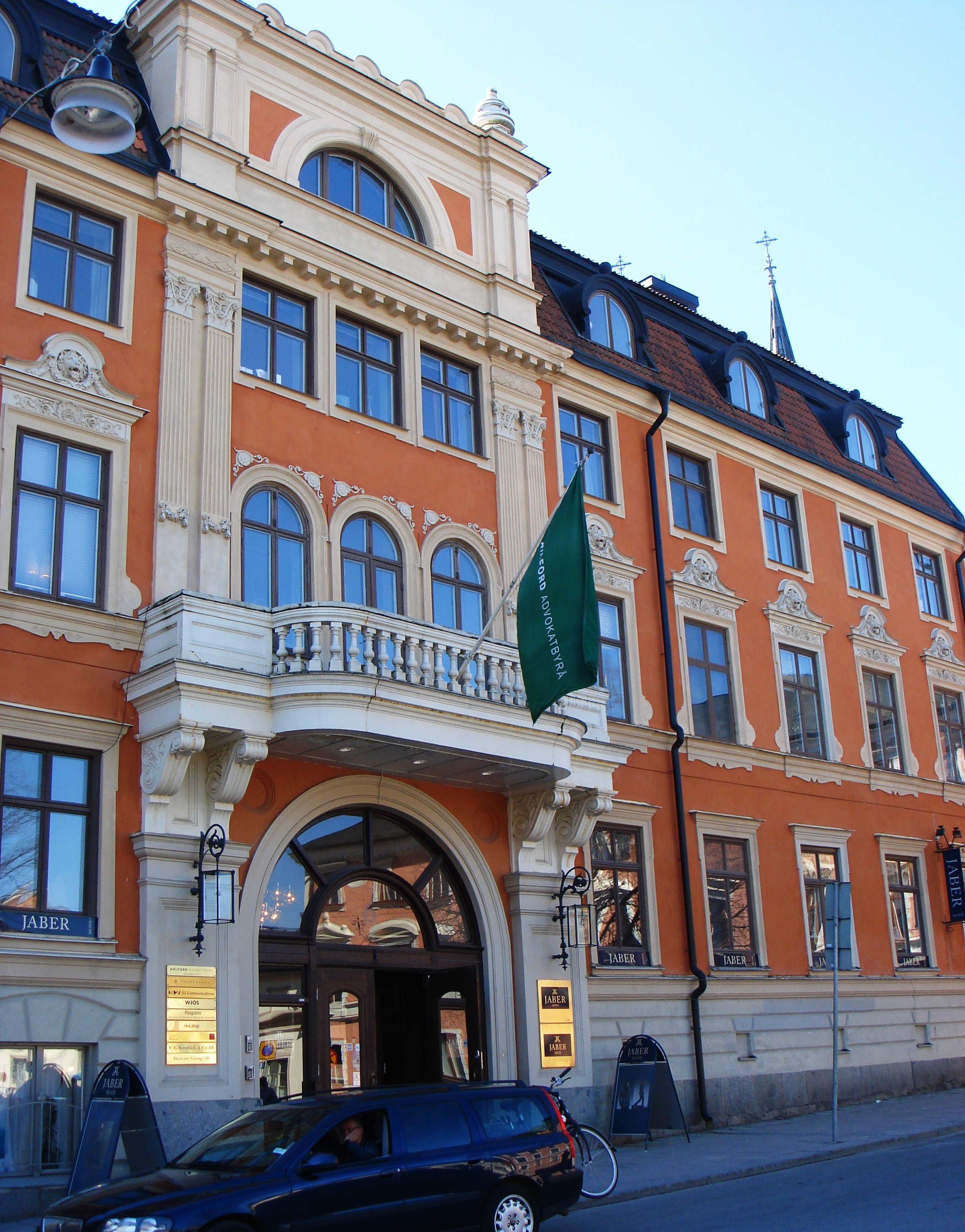
Hotell Gillet i Uppsala, den andra av de två mordplatserna, år 2007.

Vid fyra-tiden på eftermiddagen kommer Hjalmar von Sydows femtonåriga dotter hem från skolan tillsammans med sin kusin, som för tillfället bor hemma hos von Sydows. De försöker låsa upp ytterdörren, men upptäcker att säkerhetskedjan ligger på insidan, och ringer därför på dörrklockan. Fredrik von Sydow, Hjalmars son, öppnar ytterdörren för flickorna. I lägenheten finns också Ingun, Fredriks hustru.  
Fredrik von Sydow uppger att deras far, Hjalmar, har rest till Göteborg och att både husan och kokerskan fått ledigt. Han och hans fru lämnar sedan lägenheten. 
Flickorna upptäcker snart att Hjalmar von Sydows ytterkläder är kvar i hallen, vilket inte borde vara fallet om han rest till Göteborg. De upptäcker att Karolina Herous rum är låst, men hör stönanden och ljudet av sparkar inifrån rummet. Även Hjalmars sovrum är låst. 
Klockan halv sex på eftermiddagen upptäcker Hjalmar von Sydows dotter blodspår på mattor och tapeter och blodfärgat vatten i badkaret. En hink i serveringsrummet är fylld av blod och de hittar bloddränkta trasor.  
Hjalmar von Sydows dotter ringer då till två vänner till familjen, som anländer och genast skickar ut flickorna till grannarna, och sedan kontaktar polis.  
Polisen finner snart Hjalmar von Sydow liggande på rygg, insläpad från salen in till kokerskan Karolina Herous rum, där även hon påträffas död, sittande på en stol. Hon blev 68 år gammal. 
Det tredje offret, husan Ebba Hamn, 24 år, hittas på golvet i andra änden av våningen, i Hjalmar von Sydows rum.  
Man tillkallar läkare som konstaterar att alla tre är avlidna, troligen sedan några timmar tillbaka. Samtliga är ihjälslagna med någon form av trubbigt tillhygge. 
Fredrik von Sydow och hans hustru Ingun von Sydow efterlyses omedelbart av polis för mordet på sin far och anställda.

## Fredriks och Inguns flykt
När Fredrik von Sydow lämnar sin fars lägenhet tillsammans med sin hustru Ingun har kropparna ännu inte hittats.  
Paret åker taxi från bostaden på Norr Mälarstrand, hem till en vän till Fredrik som lånar honom en pistol och ammunition.  
De åker sedan vidare till Operakällaren, där de byter bil och åker till restaurang Tegnér dit de anländer 17:30. Paret tar en grogg, och lämnar sedan enligt vittnen restaurangen efter 10 minuter.  
Paret tar ytterligare en taxi, och efter att ha stannat för att införskaffa lugnande medicin, damstrumpor och en ny kavaj, samt på restaurang Vallonen, begär Fredrik och Ingun att köras till Uppsala.  
Strax innan åtta på kvällen slår de sig ned vid ett bord på Restaurang Gillet i Uppsala. De äter och dricker och stöter på ett par vänner, som gör paret sällskap.  
Tjugo över tio blir Fredrik och Ingun hämtade till hotellets vestibul, där civilklädd polis väntar och ber Fredrik följa med. Detta gör han, men hinner inte mer än ett par steg tillsammans med polisen innan han vänder sig om och springer tillbaka till Ingun, som satt sig på en stol i restaurangens vestibul. Poliserna ser hur han böjer sig fram och viskar några ord i hennes öra, innan han drar fram en revolver och skjuter först Ingun och sedan sig själv i tinningen. Båda avlider omedelbart.

## Motiv
Motivet till morden är oklart, men i flera skildringar av dramat nämns att Fredrik von Sydow var drogmissbrukare, att han hamnat i ockrarehänder, att han hade ekonomiska bekymmer och att förhållandet till fadern var ansträngt. Alla dessa faktorer utgör möjliga orsaker som skulle kunna samverka och resultera i en desperat impulshandling. Enligt polisutredningen hade Fredrik von Sydow vid mordtillfället lagt beslag på faderns plånbok, som dock endast innehöll 235 kronor, motsvarande omkring 7 400 kronor 2019.

## von Sydowska morden i litteratur, teater, film och radio
Sigfrid Siwertz pjäs Ett brott med underrubriken ett tidsdrama, inspirerad av de von Sydowska morden, hade premiär den 13 oktober 1933 på Lorensbergsteatern i Göteborg. Den uppfördes på Dramatiska teatern i Stockholm den 15 mars 1934 och regisserades av Alf Sjöberg. Pjäsens verklighetsbakgrund speglas tydligt i teateruppsättningarna liksom i filmatiseringen, Ett brott 1940. Filmen, i vilken huvudrollerna spelas av Edvin Adolphson och Karin Ekelund blev en stor framgång och räknas som en av svensk films bästa 1940-talsfilmer.
En TV-film, Ett skuggspel, i regi av Ingvar Skogsberg, sändes 1985 i Sveriges Television. Huvudrollerna spelades av Stefan Ekman och Jessica Zandén. 
Hösten 2006 satte Uppsala stadsteater upp en pjäs om händelserna under namnet von Sydowmordens gåta av Anders Frigell. I samband med att pjäsen spelades intervjuade Svenska Dagbladet Fredriks och Inguns dotter om hur hennes liv påverkats av händelserna i hennes barndom.
Helena Henschen, dotterdotter till Hjalmar von Sydow, gav 2004 ut boken I skuggan av ett brott, som bygger på morden.
P4 Dokumentär gjorde en intervju med Fredrik och Inguns dotter Monica von Sydow om morden i maj 2012 och P3 Dokumentär gjorde en dokumentär om morden i maj 2014.